# Oļegs Karavajevs
Oļegs Karavajevs (Barnaul, 1961. február 13. – 2020. október 6.) válogatott lett labdarúgó, kapus.

## Pályafutása

### Klubcsapatban
1979 és 1983 között az Alga Frunze, közben 1981-ben a Pahtakor Taskent, 1984-ben a Kajrat Almati, 1985–86-ban az SZKA Habarovszk, 1987–88-ban a Daugava Rīga, 1989–90-ben a Fakel Voronyezs labdarúgója volt.
1990 és 1992 között a jugoszláv OFK Beograd, 1993-ban a lett Olimpija Rīga, 1993–94-ben a ciprusi AEP Páfosz csapatában védett. 1994 és 1998 között Németországban játszott: egy idényt a Carl Zeiss Jena, hármat az FSV Zwickau együttesében. 1998-ban hazatért Lettországba és a Skonto játékosa lett, ahol egy-egy bajnoki címet és lettkupa-győzelmet ért el a csapattal. 1999-ben az FK Rīga együttesében fejezte be az aktív labdarúgást újabb kupagyőzelemmel.

### A válogatottban
1992 és 1999 között 38 alkalommal szerepelt a lett válogatottban. 1995. március 8-án a lett csapat kapusa volt a magyar válogatott elleni barátságos mérkőzésen Budapesten, ahol 3–1-es magyar győzelemmel ért véget a találkozó.

## Sikerei, díjai
Skonto
- Lett bajnokság
  - bajnok: 1998
- Lett kupa
  - győztes: 1998

 FK Rīga
- Lett kupa
  - győztes: 1999